# Dietrich von Schönenberg

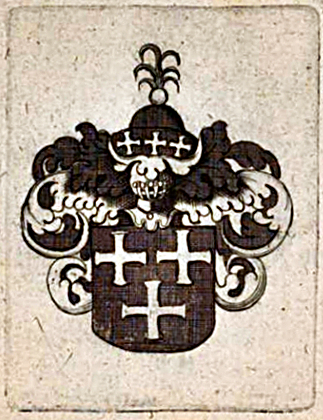
Familienwappen

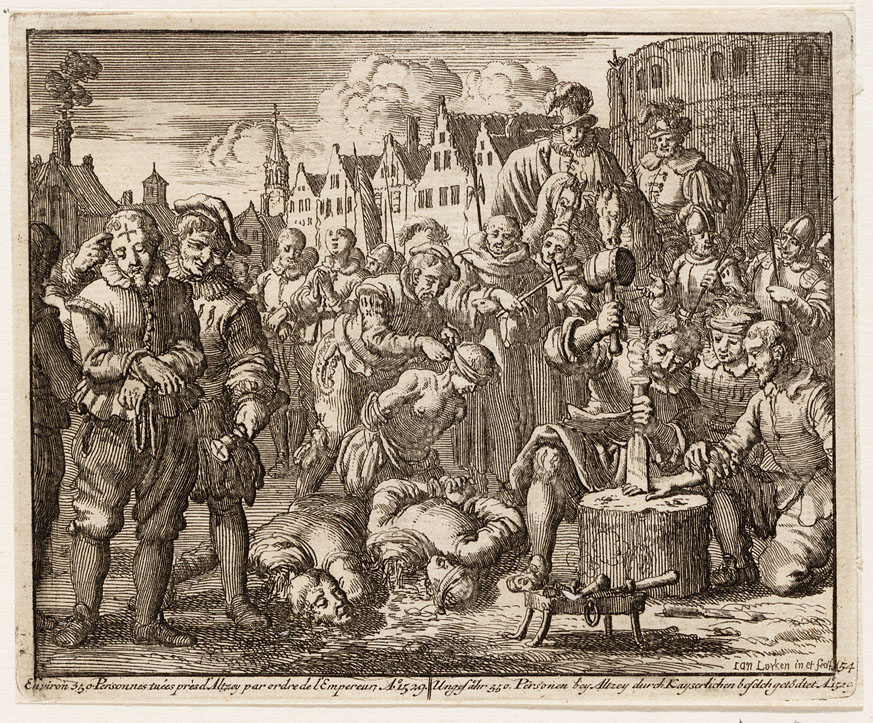
Jan Luyken: Hinrichtung der Wiedertäufer in Alzey, 1529

Dietrich von Schönenberg, oft auch Schönenburg oder Schönberg (* um 1480, wohl auf Burg Hartelstein bei Schwirzheim; † 10. November 1542 in Heidelberg) war ein Adeliger im Dienste der Kurpfalz.

## Herkunft und Familie
Er war der Sohn des Landadeligen Philipp von Schönenberg, Herr zu Hartelstein und seiner Gattin Elisabeth geb. von der Leyen.
Sein Bruder Johann Joachim von Schönenberg amtierte als kurtrierer Amtmann zu Kyllburg und Schönecken, außerdem als kurpfälzer Amtmann in Stromberg und seine Grabplatte ist in der Stiftskirche Kyllburg erhalten. Zwei Söhne dieses Bruders wurden Bischöfe: Johann VII. von Schönenberg († 1599) Erzbischof und Kurfürst von Trier, Georg von Schönenberg († 1595) Fürstbischof von Worms.
Dietrich von Schönenberg heiratete 1522 Anna von Dalberg, Tochter des Wolf von Dalberg und seiner Ehefrau Elisabeth Vetzer von Geispitzheim, sowie Enkeltochter des Alzeyer Burggrafen Eberhard Vetzer von Geispitzheim († 1520). Aus der Ehe ging die Tochter Anna hervor, verheiratet mit Reichard Greiffenklau zu Vollrads.

## Leben und Wirken
Zwischen 1520 und 1531 erscheint Dietrich von Schönenberg als Burggraf von Alzey und Oberamtmann des gleichnamigen Oberamtes. Hier tat er sich durch Strenge und Grausamkeit gegenüber den Wiedertäufern hervor. Aufgrund des auf dem Reichstag zu Speyer erlassenen Wiedertäufermandats von 1529, das für die Angehörigen dieser Glaubensrichtung die Todesstrafe ohne vorherige Untersuchung durch ein geistliches Gericht vorschrieb, ließ er noch im gleichen Jahr in Alzey mehr als 300 von ihnen festnehmen und hinrichten. Die Männer wurden geköpft, die Frauen ertränkt, in minderschweren Fällen schlug man die Finger ab oder vollzog eine Brandmarkung. Das Reichsgesetz sah schwere Strafen für Beamte vor, die Wiedertäufer nicht verfolgen und hinrichten ließen. Von dem Alzeyer Massaker gibt es einen eindrucksvollen Stich des Jan Luyken (1685), der aber kein Zeitdokument ist, sondern mehr als 100 Jahre nach dem Ereignis entstand.
Im Pfälzischen Bauernkrieg war Dietrich von Schönenberg 1525 Reiterobrist. 1540 avancierte er zum kurpfälzischen Marschall. 1541 vertrat er die Kurpfalz auf dem Reichstag in Regensburg, 1542 auf dem Reichstag von Nürnberg.
Von 1530 bis zu seinem Tod wird er als Nachfolger seines Bruders Johann Joachim als kurpfälzischer Amtmann in Stromberg genannt. In dieser Stellung folgte ihm sein Schwiegersohn Reichard Greiffenklau zu Vollrads nach.
Schönenberg verstarb am Abend des 10. November 1542 in Heidelberg und wurde auch dort beigesetzt. Die Grabinschrift ist überliefert, jedoch nicht die Örtlichkeit der Bestattung. Der zeitgenössische Hutterer Ambrosius Resch († 1592) berichtet, dass Dietrich von Schönenberg beim Abendessen mit dem Kurfürsten Ludwig V. plötzlich verstorben sei.